# Coirpre Cromm
Coirpre Cromm („Krzywy”) lub Cairpre Cromm mac Crimthainn (ur. ?, zm. ok. 569) – król Cashel i Munsteru z Eóganacht Glendamnach, linii dynastii Eóganacht, od ok. 547 do swej śmierci. Syn i następca Crimthanna II Srema, króla Munsteru.
Informacje w źródłach dotyczące chronologii królów Munsteru są ze sobą sprzeczne. Źródła wspominają Coirpre’a pod rokiem 547, jako króla Munsteru. Prawdopodobnie wówczas objął tron po śmierci swego ojca. Zaś Tablica Synchronistyczna, znajdująca się w piętnastowiecznym manuskrypcie „Laud 610” (fol. 115 a 6) podała, że panował dwadzieścia dwa lata. Informacja ta daje nam prawdopodobny rok śmierci Coirpre’a, 569 r., a nie 579 r. wzmiankowany w źródłach. Prawdopodobnie doszło do pomyłki rocznikarza. Trzeba pamiętać, że kronikarze średniowieczni bardzo często popełniali ten błąd, polegający na wstawianiu danej informacji pod niewłaściwy rok. Nierzadko przesuwali wydarzenia o dziesięć lat. Tablica Synchronistyczna podała dodatkowo, że rządził w czasach Diarmaita I mac Cerbaill, zwierzchniego króla Irlandii w latach 544–565. Dodatkowym argumentem za tą datą śmierci jest informacja o dwunastoletnich rządach następcy, Fergusa Scannala, zmarłego w 580 r. Źródła pod rokiem 549 podały niejakiego Cormaca mac Aillela, jako króla Munsteru. Możliwe, że był uznawany za króla przez pewną część lokalnych władców munsterskich, których było wielu. Coirpre ofiarował Cloyne Kościołowi. Jego pierwszym biskupem był święty Kolman z Cloyne.

## Potomstwo
Coirpre miał czterech synów i dwie nieznane z imienia córki:
- Áed Fland Cathrach, ojciec syna:
  - Cathal I mac Áedo, przyszły król Munsteru
- Diarmait Find
- Feidlimid II mac Coirpri Chruimm, przyszły król Munsteru
- Coirpre

Cumman, wdowa po Coirpre Crommie, poślubiła Feidlimida mac Tigernaig, późniejszego króla Munsteru.